# 蕭海里
蕭海里（11世纪—1102年），遼朝末契丹将軍。
1102年，蕭海里意图对天祚帝謀反失敗，襲击乾州武器庫後依附熟女真阿典部。蕭海里想要联合生女真完顔部部長完顏盈歌，一起进討遼朝。完顔盈歌却捉住使者举兵討伐蕭海里。在混同江蕭海里迎击遼军和女真軍的联军。数千遼軍没有战胜蕭海里。後完顔盈歌率女真軍千人击敗殺死蕭海里，将首级献给天祚帝。完顔部得到遼朝信任，完顔部女真从此知道辽朝军队的虚有其表。十三年後，完顔盈歌的侄子完颜阿骨打反遼建立金国。